# Dominique Le Fur
 (décembre 2011).
Pour les articles homonymes, voir Le Fur.
Dominique Le Fur (né le 16 janvier 1959) est un joueur français de Scrabble licencié au club du Bouscat (Gironde).
Dominique commence le scrabble en septembre 1983 à 24 ans, au sein du club de Maisons-Alfort.
Il devient 1re série en 1986, date à laquelle il étrenne sa 1re sélection en équipe de France.
En 1988, il émigre en région bordelaise, où il accumule les titres de champion régional.
En 1999, il remporte le championnat de France de blitz à Montpellier.
En 2008, à Dakar, il décroche le titre de champion du monde par paires, avec son partenaire de club Christian Martin.
En 2010, il termine vice-champion de France de parties originales à Aix les bains.
En 2011, il fait partie de l’équipe du Bouscat victorieuse du championnat de France à Orléans et des interclubs Européens à Strasbourg.
Il fait partie de l'équipe du Bouscat victorieuse du championnat de France Interclubs (2011, 2012, 2014) et des interclubs Européens (2011, 2012).
En 2015, il est champion de France de parties originales.
Dominique Le Fur est directeur de rédaction pour l'édition 2011 du Dictionnaire des synonymes, nuances et contraires Le Robert.

## Palmarès
- Champion de France de blitz : 1999
- Champion du Monde par paires : 2008 (avec Christian Martin)
- Champion de France de parties originales : 2015
- 20 fois champion régional (Aquitaine) : 1989, 1991 à 1997, 2001, 2003, 2004, 2006, 2008 à 2014, 2016
- 26 sélections en Équipe de France pour les championnats du monde francophones entre 1986 et 2015 (meilleure place 5e en 2010 à Montpellier).